# Xabier Kintana
Xabier Kintana Urtiaga (Bilbao, Vizcaya, 13 de octubre de 1946) es un filólogo y escritor español en euskera. Es secretario de la Real Academia de la Lengua Vasca y miembro de honor de la Academia del Aragonés.

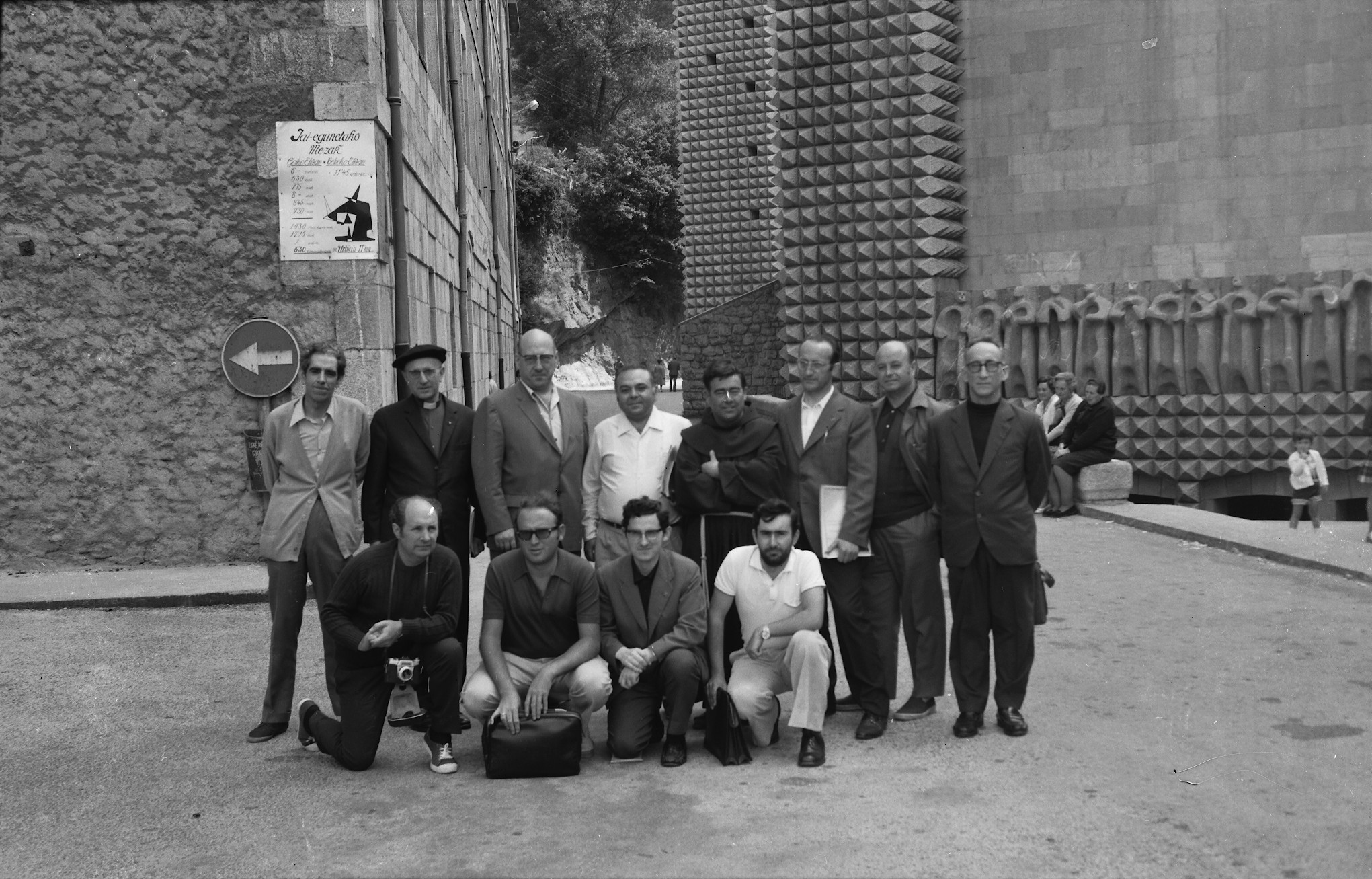
Miembros de la Real Academia de la Lengua Vasca reunidos en el santuario de Arantzazu en 1972. Arriba de izquierda a derecha: Koldo Mitxelena, Iratzeder, Jean Haritxelhar, Alfonso Irigoien, Luis Villasante, Jose Mari Satrustegi, Patxi Altuna e Imanol Berriatua. Debajo: Juan San Martín, Jose Luis Lizundia, Joseba Intxausti y Xabier Kintana.

## Obra
Narrativa
- Behin batean (Lur, 1972)
- Nazioarteko ipuinak (Hordago, 1980)
- Orreagako burruka (Elkar, 1980)

Novela
- Ta Marbuta. Jerusalemen gertatua (Elkar, 1984)

Ensayo
- Linguistika orain arte (Lur, 1971)
- Euskara hobean hobe (EHU, 1984) en colaboración con Pello Salaburu
- Judu Herriaren ibilbide luzea (Gaiak, 1994) en colaboración con su hijo Jurgi Kintana

Literatura para jóvenes
- Gure piztitxoaren artean (ed. Indauchu, 1974)
- Oier Beltzuntzeko (Cinsa, 1976)
- Martin Txilibitu, ehiztari beltza (Cinsa, 1976)
- Kixmi eta euskal jentilak (Elkar, 1980)
- Lamia eta artzaina (Elkar, 1980)
- Marigorringoa eta Harra (Elkar, 1980)
- Martin txiki eta Jentilak I (Garia lapurtzen) (Elkar, 1980)
- Martin txiki eta Jentilak II (Zerraren asmaketa) (Elkar, 1980)
- Tartalo eta artzaina (Elkar, 1980)
- Euskarazko zubia 1.a (Santillana, 1987)

Biografía
- Imanol Berriatua (1914-1981) (Eusko Jaurlaritza, 1994)
- Gabriel Aresti (1933-1975) (Eusko Jaurlaritza, 1998)
- Federico Krutwig Sagredo (1921-1998) (Eusko Jaurlaritza, 1999)
- Justo Mari Mokoroa (Eusko Jaurlaritza, 2000)

Diccionarios
- Batasunaren kutxa (Lur, 1970)